# Kroepoek

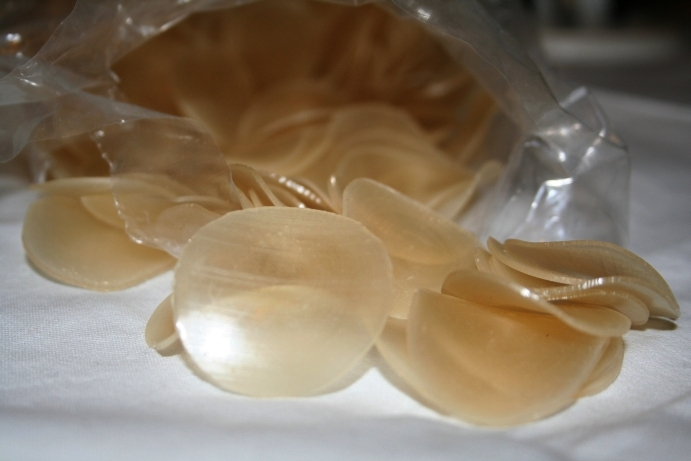
Ongebakken kroepoek oedang

Kroepoek (Indonesisch: kerupuk maar voor 1948 was het kroepoek, Javaans: krupuk) is een bijgerecht uit de Indonesische keuken.  Kroepoek is dun en hard als het ongebakken is, en wordt krokant en luchtig als het gefrituurd is. De ingrediënten zijn per soort verschillend.

## Soorten
In Indonesië kent men tientallen, zo niet honderden verschillende soorten kroepoek. De bekendste soort in België en Nederland is die gemaakt van tapiocameel en gewoonlijk zo'n 20% garnaal, de kroepoek oedang. In Indonesië wordt dit ook wel kroepoek Palembang genoemd. In Europa krijgt ze doorgaans het kenmerk 'naturel'.
Andere soorten zijn:
- Cassavekroepoek, vegetarisch
- Aardappelkroepoek
- Kroepoek ikan, op basis van vis
- Knoflookkroepoek

## Bereiding
Garnalen en/of vis worden gedroogd en gemalen en vermengd met tapiocameel, ei, zout en eventueel kruiden. Dit mengsel wordt tot een deeg gekneed dat in de vorm van een brood of rol bijna een uur wordt gestoomd. Vervolgens worden er plakken van gesneden van ongeveer 1 millimeter dik. Deze plakken worden gedroogd. Ten slotte bakt men ze korte tijd in olie.